# 加納村 (岐阜県揖斐郡)
加納村（かのうむら）は、かつて岐阜県揖斐郡にあった村。
現在の大野町南部（加納）に該当し、揖斐川沿いの村であった。
加納村発足時は大野郡であったが、郡の合併により揖斐郡の村となっている。

## 歴史
- 1874年（明治7年） - 鹿野村と定松村が合併し、加納村となる。
- 1889年（明治22年）7月1日 - 町村制により、改めて加納村発足。
- 1897年（明治30年）4月1日[2] - 大野郡の一部と池田郡が合併して揖斐郡となる。
- 1897年（明治30年）4月1日 - 上磯村、郡家村、本庄村、下磯村、西座倉村、下座倉村、五ノ里村、下南方村と合併し川合村が発足。同日加納村廃止。

## 学校
- 加納尋常高等小学校（現・大野町立大野南小学校）加納・五ノ里・南方・上磯・下磯・有里・本庄・郡家の9ヶ村連合で設置